# Fotobond
De Bond voor Nederlandse Amateur Fotografen Verenigingen (BNAFV), kortweg genoemd de Fotobond, is  een landelijk samenwerkingsverband van amateur- of vrijetijdsfotografen. De Fotobond, opgericht in 1922, is de belangenbehartiger voor de Nederlandse vrijetijdsfotografie en is lid van de Fédération Internationale de l’Art Photographique (FIAP).
De leden bestaan uit fotoclubs en individuele leden met een persoonlijk lidmaatschap. De Fotobond heeft ongeveer 6.500 leden, die grotendeels aangesloten zijn bij fotoclubs in de 16 afdelingen. 
De bond organiseert voor de aangesloten verenigingen en individuele leden op landelijk en afdelingsniveau o.a. fotowedstrijden, exposities, lezingen, cursussen en mentoraten. De Fotobond ondersteunt op tal van fronten de participerende fotoclubs en verenigingen. Ook heeft men internationale contacten en bevordert deelname aan internationale exposities (fotosalons). 
Voor excellente fotografen hanteert de bond de predicaten Bondsmeesterklasse en Honorair, Uitstekend en Top Fotograaf.
Voor de communicatie met de leden geeft de Fotobond een wekelijkse nieuwsbrief en een online magazine uit, Fotobond IN BEELD. Ook via sociale media is de bond actief.

## Martien Coppensprijs
In 2008, het honderdste geboortejaar van de fotograaf, hebben de werkgroep Nederlands Centrum Vrijetijdsfotografie van de Fotobond en de Stichting Brabants Dialecten Festival Lieshout de Martien Coppensprijs ingesteld. Deze prijs was verbonden aan een tweejaarlijkse wedstrijd voor documentaire fotografie voor amateurs en is uitgereikt tot 2016. 